# Berit Lindholm
Pour les articles homonymes, voir Lindholm.
Berit Lindholm, née Berit Jonsson le 18 octobre 1934 à Stockholm et morte le 12 août 2023, est une soprano suédoise.

## Biographie
Berit Jonsson naît le 18 octobre 1934 à Stockholm,,.
Elle participe jeune à une représentation d'élèves d'un opéra de Gluck et étudie le chant au Conservatoire royal de Stockholm, avant de faire ses débuts à l'Opéra royal de Stockholm en 1963 dans le rôle de la Comtesse des Noces de Figaro,.
Sur la même scène, elle chante Elisabeth (Tannhaüser), Aïda, Tosca, Léonore (Fidelio) et se révèle au niveau international en 1965 comme partenaire de Birgit Nilsson dans Elektra de Richard Strauss, dans le rôle de Chrysothemis. Elle triomphe à l'Opéra de Vienne, fait ses débuts à Covent Garden en avril 1966 en tant que Chrysothemis, et s'impose par la suite comme une des grandes wagnériennes de sa génération,,.
En 1967, Berit Lindholm fait ses débuts au Festival de Bayreuth. Elle y est Brünnhilde dès l'année suivante, se produit à l'Opéra de Munich et sur les plus grandes scènes d'Amérique du Nord, chante Isolde au Liceo de Barcelone, à l'Opéra de Paris ainsi qu'à Amsterdam, en 1974. Pour ses débuts au Metropolitan Opera en 1975, elle interprète de nouveau Brünnhilde (La Walkyrie et Siegfried),.
Au disque, elle se distingue à la fin des années 1960 comme Cassandre dans Les Troyens d'Hector Berlioz, sous la direction de Colin Davis,.
Elle se retire de la scène en 1993.
Berit Lindholm meurt le 12 août 2023, à l'âge de 88 ans.